# U-172 (1941)
U-172 – niemiecki okręt podwodny (U-Boot) typu IX C z okresu II wojny światowej. Okręt wszedł do służby w 1941 roku. 

## Historia
Po wejściu do służby wcielony pod dowództwem Kptlt. Carla Emmermanna do 4. Flotylli U-Bootów w celu przeszkolenia załogi, w maju 1942 przeniesiony do 10. Flotylli jako okręt bojowy. W listopadzie 1943 nastąpiła zmiana dowódcy – został nim Oblt. Hermann Hoffmann.
W czasie 6 patroli bojowych U-172 zatopił 26 jednostek pływających o łącznej pojemności 152 080 BRT. Wśród nich był zatopiony 10 października 1942 na północny zachód od Przylądka Dobrej Nadziei transportowiec wojska RMS „Orcades” (23 456 BRT) – jeden z największych statków zatopionych przez U-Booty. Zginęło 28 członków jego załogi, 2 artylerzystów, 18 pasażerów. Około 1000 rozbitków zostało wyłowionych podczas brawurowej akcji ratunkowej przez polski statek „Narwik”.
Innym statkiem zatopionym podczas tego samego patrolu U-172 był samotnie płynący brytyjski frachtowiec „Ben Lomond” (6 630 BRT) storpedowany 23 listopada 1942, około 750 mil morskich na wschód od ujścia Amazonki. Jednym z 12 ocalałych członków załogi okazał się steward chińskiego pochodzenia, Poon Lim, który dryfował na tratwie ratunkowej przez rekordową liczbę 133 dni.
11 sierpnia 1943 wraz z U-185 brał udział w ratowaniu załogi zatopionego przez samoloty U-604.
U-172 został zatopiony 13 grudnia 1943 na środkowym Atlantyku, na zachód od Wysp Kanaryjskich przez samoloty Grumman Avenger i Wildcat z lotniskowca eskortowego USS „Bogue” i amerykańskie niszczyciele „George E. Badger”, „Clemson”, „Osmond Ingram” i „Du Pont”. Podczas trwającej ponad dobę akcji tropienia U-Boota zrzucono około 200 bomb głębinowych. Zginęło 13 członków załogi U-Boota, uratowano 46.